# Le grand soir
Le grand soir – singiel belgijskiego piosenkarza Nuno Resende’a napisany przez Alka Mansiona i Frédérica Zeitounna oraz wydany jako singiel w 2005 roku.
W marcu 2005 roku utwór został zakwalifikowany przez krajową telewizję RTBF do udziału w belgijskich eliminacjach eurowizyjnych jako jedna z dwóch propozycji wybranych spośród 110 zgłoszeń. 20 marca Resende zaśpiewał numer w finale selekcji i zdobył 50,2% głosów telewidzów, dzięki czemu wygrał nad propozycją „Lost Paradise” Tiffany Cieply, zostając tym samym propozycją reprezentującą Belgię w 50. Konkursie Piosenki Eurowizji organizowanym w Kijowie. 
19 maja piosenkarz zaprezentował utwór w półfinale widowiska i zajął z nim ostatecznie dwudzieste drugie miejsce z 29 punktami na koncie, przez co nie zakwalifikował się do finału.

## Lista utworów
CD single
1. „Le grand soir” – 3:00
2. „Le grand soir” (Instrumental Version) – 3:00

## Notowania na listach przebojów
| Kraj   | Lista (2005)              | Najwyższe miejsce |
| ------ | ------------------------- | ----------------- |
| Belgia | Top 20 Singles (Flandria) | 12                |
| Belgia | Top 40 Singles (Walonia)  | 23                |